# Гришинська сільська рада (Зоринський район)
Гри́шинська сільська рада (рос. Гришинский сельский совет) — сільське поселення у складі Зоринського району Алтайського краю Росії.
Адміністративний центр — село Гришино.

## Населення
Населення — 444 особи (2019; 546 в 2010, 587 у 2002).

## Склад
До складу сільської ради входять:
| Населений пункт  | Населення, осіб (2002) | Населення, осіб (2010) |
| ---------------- | ---------------------- | ---------------------- |
| Гришино, село    | 558                    | 517                    |
| Зуділово, селище | 29                     | 29                     |